# Laguna Superior
Laguna Superior es una laguna costera de México que se encuentra en el sureste del estado Oaxaca. Se ubica en el golfo de Tehuantepec y se conecta mediante un estrecho con el océano Pacífico.
Forma parte del sistema de lagunas del istmo de Tehuantepec, junto con las lagunas Quirio, Occidental, Oriental e Inferior. Desembocan en sus aguas el río Perros, el arroyo Estacudo, el río Chilapa y el arroyo San José. Tiene una superficie de 380 km².
Las localidades que se encuentran emprenden la pesca como principal actividad económica, estas se ubican a las orillas de este cuerpo de agua, las principales son son Playa San Vicente y Playa Unión (Raa Bidxi), perteneciente al Municipio de Juchitán de Zaragoza, Santa María Xadani y San Dionisio del Mar